# Lubelski Festiwal Nauki
Lubelski Festiwal Nauki – odbywający się od 2001 roku w Lublinie, jeden z największych festiwali naukowych w kraju, którego głównym celem jest upowszechnianie, promowanie oraz popularyzowanie nauki i badań naukowych w społeczeństwie. Festiwal ma za zadanie rozbudzanie ciekawości poznawczej i rozwijanie zainteresowania nauką wśród dzieci, młodzieży i dorosłych poprzez prezentację projektów realizowanych w uczelniach, instytucjach naukowo-badawczych i publicznych, a także integrację i współpracę społeczności lokalnej ze środowiskiem naukowym i twórczym Lubelszczyzny. Wstęp na wszystkie wydarzenia organizowane w ramach festiwalu jest bezpłatny. Na większość projektów, ze względu na ich specyfikę, obowiązuje wcześniejsza rejestracja i rezerwacja miejsc.

## Preedycja
Inicjatorem święta nauki we wschodniej Polsce był Uniwersytet Marii Curie-Skłodowskiej w Lublinie. Pracownicy uczelni, inspirując się prof. Davidem Shugarem i Festiwalem Nauki w Warszawie, zaszczepili idee przedsięwzięcia całej społeczności akademickiej. Preedycja Lubelskiego Festiwalu Nauki odbyła się w terminie 4-7.10.2001 r. W organizację festiwalu zaangażowały się Uniwersytet Marii Curie-Skłodowskiej oraz ówczesna Akademia Rolnicza (obecnie Uniwersytet Przyrodniczy w Lublinie). Podczas LFN pracownicy i studenci UMCS oraz AR zaprezentowali łącznie 63 projekty, a w całym wydarzeniu udział wzięło 20 tys. osób. W przeddzień zakończenia festiwalu na Placu Marii Curie-Skłodowskiej w Lublinie miał miejsce festyn rodzinny.
21 maja 2004 r. rektorzy pięciu lubelskich uczelni publicznych wspólnie z dyrektorem Instytutu Agrofizyki PAN w siedzibie Lubelskiego Towarzystwa Naukowego podpisali deklarację powołującą Lubelski Festiwal Nauki jako cykliczną imprezę popularyzującą naukę w społeczeństwie. Podpisy pod deklaracją złożyli: prof. dr hab. Marian Harasimiuk (UMCS), prof. dr hab. Zdzisław Targoński (AR), ks. prof. dr hab. Andrzej Szostek (KUL), prof. dr hab. Maciej Latalski (AM), prof. dr hab. Józef Kuczmaszewski (PL) oraz prof. dr hab. Ryszard Walczak (IA PAN).

## Pierwsza edycja
Oficjalna historia Lubelskiego Festiwalu Nauki rozpoczęła się od 18–24 września 2004 r., kiedy w organizacji festiwalu uczestniczyły wszystkie uczelnie publiczne Lublina: Uniwersytet Marii Curie-Skłodowskiej, Akademia Rolnicza, Katolicki Uniwersytet Lubelski, Akademia Medyczna, Politechnika Lubelska, a także instytuty naukowe: Instytut Agrofizyki im. Bohdana Dobrzańskiego PAN i Instytut Medycyny Wsi im. Witolda Chodźki oraz Muzeum Lubelskie. Podczas imprezy odbyły się 232 projekty naukowe, a liczbę osób biorących udział w festiwalu szacuje się na około 30 tys. W ramach LFN zorganizowano piknik naukowy, który miał miejsce na Starym Mieście, pozostałe projekty odbyły się w siedzibach organizatorów i współorganizatorów.

## Druga edycja
W trakcie II Lubelskiego Festiwalu Nauki 17-23.09.2005 r., w którym funkcję głównego organizatora pełnił ponownie Uniwersytet Marii Curie-Skłodowskiej w Lublinie, zgłoszono 177 projektów naukowych, udział wzięło 12 instytucji naukowo-badawczych, a do grona współorganizatorów dołączyli: Archiwum Państwowe w Lublinie, Instytut Uprawy Nawożenia i Gleboznawstwa – Państwowy Instytut Badawczy z siedzibą w Puławach, a także Polskie Radio Lublin i Gazeta Wyborcza.

## Trzecia edycja
III Lubelskiemu Festiwalowi Nauki 16-22.09.2006 r. przewodniczyła Akademia Rolnicza. W ramach festiwalu zrealizowano 237 projektów, a do współorganizacji wydarzenia przyłączyły się: Instytut Europy Środkowo-Wschodniej, Państwowe Muzeum na Majdanku, Caritas Archidiecezji Lubelskiej oraz TVP3 Lublin. Rok później wprowadzono nową formułę zgodnie z którą każdej kolejnej edycji festiwalu miała przewodniczyć inna uczelnia wyższa, a także przyświecać oryginalne hasło wokół którego zbudowany jest program merytoryczny wydarzenia.

## Czwarta edycja
IV Lubelski Festiwal Nauki odbył się w terminie 22-28.09.2007 r. pod hasłem „Humanista XXI wieku”, a głównym organizatorem wydarzenia został Katolicki Uniwersytet Lubelski. W gronie współorganizatorów festiwalu pojawiły się Wyższa Szkoła Oficerska Sił Powietrznych w Dęblinie oraz Państwowy Instytut Weterynaryjny – Państwowy Instytut Badawczy w Puławach. Po raz pierwszy w historii LFN zaprezentowano logo Lubelskiego Festiwalu Nauki autorstwa Zbigniewa Kowalczyka, a rejestracja uczestników na poszczególne edycje projektów odbyła się przez wortal internetowy (S4LFN), którego opracowania pojęli się Jakub Grygiel i Michał Szych. Oprogramowanie S4LFN zostało także wykorzystane podczas kolejnych edycji festiwalu. Opracowaniem treści strony zajmował się dr Andrzej Zykubek z KUL, który był również pomysłodawcą systemu. W trakcie festiwalu zrealizowano 340 projektów. Piknik naukowy miał miejsce na Starym Mieście 23 września 2007 r.

## Piąta edycja
V Lubelski Festiwal Nauki odbył się 20-26.09.2008 r. pod hasłem „Wiedza lekarstwem duszy”. Wydarzeniem koordynował Uniwersytet Medyczny w Lublinie, a w jego trakcie zrealizowano 438 projektów upowszechniających naukę na których miejsca zarezerwowało 26,5 tys. osób. Rodzinny festyn naukowy został zorganizowany na Placu Zamkowym 21 września 2008 r.

## Szósta edycja
Podczas VI Lubelskiego Festiwalu Nauki 19-25.09.2009 r. „Nauka techniką życia” grono lubelskich naukowców, z wiodącą prym Politechniką Lubelską, zorganizowało 657 projektów, w których udział wzięło 25 tys. uczestników. We wszystkich wydarzeniach festiwalu (m.in. w wystawach, prezentacjach, konkursach i pikniku) uczestniczyło razem blisko 50 tys. osób. W 2009 r. festiwal po raz pierwszy przekroczył granice województwa: projekty popularyzujące naukę zgłosiły instytucje naukowo-badawcze z Tomaszowa Lubelskiego i Stalowej Woli. Piknik naukowy odbył się na Placu Zamkowym w dniu 20 września 2009 r.

## Siódma edycja
VII Lubelski Festiwal Nauki odbył się w dniach 18–24.09.2010 r. pod hasłem „Nauka przygodą życia”. Pod przewodnictwem Uniwersytetu Marii Curie-Skłodowskiej w Lublinie, pozostałych lubelskich uczelni publicznych oraz we współpracy ze środowiskami akademickimi i naukowymi Puław i Dęblina, zrealizowano 792 projekty upowszechniające naukę i badania naukowe. Piknik naukowy odbył się 19 września 2010 r. na Placu Marii Curie-Skłodowskiej w Lublinie.

## Ósma edycja
VIII Lubelski Festiwal Nauki odbył się w terminie 17-23.09.2011 r., a jego motto przewodnie brzmiało: „Nauka w służbie przyrody”. Wydarzeniem koordynował Uniwersytet Przyrodniczy. W trakcie wydarzenia zgłoszono 824 projekty w których udział wzięło 38 tys. uczestników. Piknik naukowy odbył się na terenie Miasteczka Akademickiego Uniwersytetu Marii Curie-Skłodowskiej w Lublinie w dniu 18 września 2011 r. W ramach festiwalu uczestnicy mogli m.in. poznać niezwykle fascynujące życie mrówek, odkryć tajniki filematologii, czyli nauki o pocałunkach, dowiedzieć się, jak ewoluował pieniądz na przestrzeni dziejów, a także zrozumieć naukowe oblicze miłości.

## Dziewiąta edycja
Podczas IX Lubelskiego Festiwalu Nauki 15-21.09.2012 r. pod hasłem „Nauka – Wiedza – Mądrość”, której przewodniczył Katolicki Uniwersytet Lubelski, zrealizowano 1002 projekty w których uczestniczyło 42 tys. osób. Piknik naukowy odbył się 16 września 2012 r. na Placu Litewskim w Lublinie. Podczas festiwalu można było uczestniczyć m.in. w wykładach na temat dojrzewania płciowego i jego wpływu na organizm człowieka oraz mechanizmów oszukiwania, jakie stosuje ludzki mózg.

## Dziesiąta edycja
W ramach X Lubelskiego Festiwalu Nauki 14-20.09.2013 r. „Człowiek – Nauka – Pasja”, który koordynował Uniwersytet Medyczny w Lublinie, odbyło się 1245 projektów upowszechniających naukę i badania naukowe, na które zgłosiło się 45 tys. uczestników. Piknik naukowy miał miejsce na Placu Litewskim w Lublinie 15 września 2013 r. Wśród ponad tysiąca projektów znalazły się m.in. prelekcje odnośnie tego, jak odróżnić biedronkę „ninja” od „bożej krówki”, tajemnic Sawantów – upośledzonych geniuszy, czy znaczenia gospodarczego kawy.

## Jedenasta edycja
XI Lubelski Festiwal Nauki odbył się w terminie 20-26.09.2014 r. pod hasłem „Nauka bez barier”, a funkcję głównego organizatora objęła Politechnika Lubelska. Podczas wydarzenia zrealizowano 1290 projektów naukowych. Piknik naukowy odbył się 21 września 2014 r. na Stadionie Arena Lublin.

## Dwunasta edycja
XII Lubelski Festiwal Nauki odbył się w dniach 19–25.09.2015 r. pod hasłem „Nauka drogą do Nobla”. Wydarzeniu przewodniczył Uniwersytet Marii Curie-Skłodowskiej w Lublinie. W jego trakcie zgłoszono 1129 projektów w których stworzenie, oprócz lubelskich uczelni publicznych, zaangażowały się 34 instytucje naukowe i naukowo-badawcze z Lublina i regionów ościennych. Lubelski Piknik Naukowy odbył się 20 września 2015 r. na Stadionie Arena Lublin. W ramach festiwalu zorganizowano m.in. wystawę pn. „Nauka drogą do Nobla” podczas której zaprezentowano sylwetki polskich noblistów oraz dorobek naukowy i intelektualny laureatów Nagrody Nobla, będących jednocześnie doktorami honoris causa lubelskich uczelni.

## Trzynasta edycja
Podczas XIII Lubelskiego Festiwalu Nauki 17-23.09.2016 r. pod hasłem „Nauka źródłem inspiracji” funkcję koordynatora pełnił Uniwersytet Przyrodniczy w Lublinie. W ramach LFN zrealizowano 1243 projekty, a Lubelski Piknik Naukowy, podobnie jak podczas poprzednich dwóch edycji, miał miejsce na Stadionie Arena Lublin, w dniu 18 września 2016 r.

## Czternasta edycja
W ramach XIV Lubelskiego Festiwalu Nauki 24-30.09.2017 r. „Nauka – pomiędzy tradycją a współczesnością”, którą koordynował Katolicki Uniwersytet Lubelski, odbyło się 1381 projektów popularyzujących naukę i badania naukowe. Lubelski Piknik Naukowy zorganizowano na Placu Litewskim w Lublinie w dniu 30 września 2017 r.

## Piętnasta edycja
XV Lubelski Festiwal Nauki odbył się w dniach 15–21.09.2018 r. pod mottem przewodnim „Człowiek inspiracją nauki”. Podczas festiwalu, któremu przewodniczył Uniwersytet Medyczny w Lublinie, zorganizowano 1220 projektów naukowych. Lubelski Piknik Naukowy odbył się 16 września 2018 r. na Placu Teatralnym przed Centrum Spotkania Kultur w Lublinie.

## Szesnasta edycja
XVI Lubelski Festiwal Nauki odbył się w dniach 14–20.09.2019 r. pod hasłem „Nauka – Technika – Innowacje”, a głównym organizatorem wydarzenia była Politechnika Lubelska. W jego trakcie zrealizowano 1445 projektów upowszechniających naukę i badania naukowe w których udział wzięło około 33 tys. osób. W ramach festiwalu projekty zgłoszono również w Puławach, Zamościu, Stalowej Woli, Dęblinie i Chełmie. Lubelski Piknik Naukowy odbył się 15 września 2019 r. na Placu Teatralnym przed Centrum Spotkania Kultur w Lublinie.
W dniach 22–24.09.2020 r. na stronie Lubelskiego Uniwersytetu Inspiracji odbyły się w formie zdalnej Lubelskie Wirtualne Dni Nauki (LWDN). Wspólna inicjatywa uczelni publicznych Lublina i Urzędu Miasta Lublin stanowiła odpowiedź na wyzwania czasów kryzysu, wywołanego epidemią COVID-19, umożliwiając jednocześnie zachowanie ciągłości w upowszechnianiu, promowaniu oraz popularyzowaniu nauki i badań naukowych w społeczeństwie.

## Siedemnasta edycja
XVII Lubelski Festiwal Nauki odbył się w dniach 18–24.09.2021 r. pod hasłem „Nauka bez granic. Enjoy science!”. Wydarzenie zorganizowane zostało przez pięć lubelskich uczelni publicznych: Uniwersytet Marii Curie-Skłodowskiej, Uniwersytet Przyrodniczy, Katolicki Uniwersytet Lubelski Jana Pawła II, Uniwersytet Medyczny, Politechnikę Lubelską oraz Urząd Miasta Lublin. W realizację tegorocznej edycji festiwalu zaangażowało się również około trzydziestu instytucji naukowo-badawczych i publicznych z Lublina oraz całego województwa lubelskiego i dolnośląskiego, m.in. Akademia Zamojska, Instytut Uprawy Nawożenia i Gleboznawstwa – Państwowy Instytut Badawczy w Puławach, Lotnicza Akademia Wojskowa w Dęblinie, Państwowa Wyższa Szkoła Zawodowa w Chełmie czy Stowarzyszenie Odra-Niemen z Wrocławia.
XVII Lubelski Festiwal Nauki został objęty patronatem honorowym przez Ministra Edukacji i Nauki – prof. Przemysława Czarnka, Marszałka Województwa Lubelskiego – Jarosława Stawiarskiego, Wojewodę Lubelskiego – Lecha Sprawkę, Prezydenta Miasta Lublin – dr. Krzysztofa Żuka oraz Lubelskiego Kuratora Oświaty – Teresę Misiuk. Wydarzenie uzyskało patronat mediowy Portalu Nauka w Polsce, Miesięcznika Forum Akademickie, TVP3 Lublin, Polskiego Radia Lublin, Akademickiego Radia Centrum i Telewizji Akademickiej TV UMCS, a partnerami przedsięwzięcia zostały Województwo Lubelskie – „Lubelskie Smakuj Życie” oraz Centrum Spotkania Kultur w Lublinie.
W ramach XVII edycji Festiwalu zgłoszono 1371 projektów. Wykłady, ćwiczenia, laboratoria, warsztaty i pokazy odbyły się w 385 lokalizacjach, a ich łączny czas trwania wyniósł 2580 godzin. W związku z planami umiędzynarodowienia festiwalu w ciągu kilku najbliższych lat około 150 projektów zostało zrealizowanych w języku angielskim oraz w innych językach obcych. W przygotowanie projektów zaangażowało się bezpośrednio ponad 1600 osób, a liczba zarezerwowanych miejsc wyniosła niemalże 27 tys. Do powyższej liczby należy doliczyć uczestników projektów nie wymagających rezerwacji miejsc oraz Lubelskiego Pikniku Naukowego, co daje łącznie 30 tys. osób. Lubelski Piknik Naukowy odbył się 18 września 2021 r. na Placu Teatralnym przed Centrum Spotkania Kultur w Lublinie.
W październiku 2021 roku Lubelski Festiwal Nauki znalazł się w finale konkursu Popularyzator Nauki 2021 w kategorii „Zespół”. Prestiżowy konkurs Popularyzator Nauki organizowany jest od 2005 roku przez serwis Nauka w Polsce Polskiej Agencji Prasowej przy współpracy z Ministerstwem Edukacji i Nauki.

## Osiemnasta edycja
XVIII Lubelski Festiwal Nauki odbył się w dniach 10–16.09.2022 r. pod hasłem „Ogrody nauki”. Wydarzenie zorganizowane zostało przez pięć lubelskich uczelni publicznych: Uniwersytet Przyrodniczy, który przejął funkcję lidera, Uniwersytet Marii Curie-Skłodowskiej, Katolicki Uniwersytet Lubelski Jana Pawła II, Uniwersytet Medyczny, Politechnikę Lubelską oraz Urząd Miasta Lublin. Wśród współorganizatorów przedsięwzięcia znalazły się: Akademia Zamojska, Instytut Agrofizyki im. Bohdana Dobrzańskiego PAN, Instytut Medycyny Wsi im. Witolda Chodźki w Lublinie, Instytut Uprawy Nawożenia i Gleboznawstwa – Państwowy Instytut Badawczy w Puławach, Lotnicza Akademia Wojskowa w Dęblinie, Państwowa Akademia Nauk Stosowanych w Chełmie, Państwowe Muzeum na Majdanku, Szkoła Muzyczna I i II stopnia im. Tadeusza Szeligowskiego w Lublinie, Szkoła Policealna – Medyczne Studium Zawodowe im. Stanisława Liebharta, Uniwersytet Dziecięcy Unikids w Lublinie, Wojewódzka Biblioteka Publiczna im. Hieronima Łopacińskiego w Lublinie, Wyższa Szkoła Ekonomii i Innowacji w Lublinie, Wyższa Szkoła Przedsiębiorczości i Administracji w Lublinie.
XVIII Lubelski Festiwal Nauki otrzymał Honorowy Patronat Ministra Rolnictwa i Rozwoju Wsi, Honorowy Patronat Ministra Kultury i Dziedzictwa Narodowego, Honorowy Patronat Ministra Zdrowia, Honorowy patronat Ministra Edukacji i Nauki, Honorowy patronat Marszałka Województwa Lubelskiego, Honorowy patronat Wojewody Lubelskiego, Honorowy patronat Prezydenta Miasta Lublina, Honorowy patronat Lubelskiego Kuratora Oświaty.
XVIII Lubelski Festiwal Nauki uzyskał patronat mediowy PAP Nauka w Polsce, Forum Akademickiego, TVP3 Lublin, Radia Lublin, Akademickiego Radio Centrum i Telewizji Akademickiej TV UMCS, Dziennika Wschodniego i Gościa Niedzielnego. Partnerami wydarzenia zostały Województwo Lubelskie – „Lubelskie Smakuj Życie” oraz Centrum Spotkania Kultur w Lublinie.
W trakcie osiemnastej edycji Festiwalu zorganizowano 1544 projekty naukowe na które zarejestrowało się ponad 34 tys. uczestników. W przygotowanie wykładów, ćwiczeń, laboratoriów, pokazów, etc. zaangażowało się bezpośrednio 2693 osoby, a łączny czas trwania wszystkich edycji wyniósł 2905 godz. Lubelski Piknik Naukowy odbył się 11 września 2022 r. na Placu Teatralnym przed Centrum Spotkania Kultur w Lublinie.
21 października 2022 roku Lubelski Festiwal Nauki znalazł się w finale konkursu Popularyzator Nauki 2022 w kategorii „Zespół”. Uroczysta gala finałowa z okazji rozstrzygnięcia 18. edycji konkursu odbyła się 9 grudnia 2022 roku w Centrum Prasowym PAP w Warszawie. Kapituła Konkursowa doceniła niespełna dwudziestoletnią działalność lubelskich uczelni publicznych, Miasta Lublin oraz współorganizatorów na rzecz upowszechniania, promowania i popularyzowania nauki i badań naukowych w społeczeństwie. Lubelski Festiwal Nauki został laureatem konkursu w kategorii „Zespół”.

## Dziewiętnasta edycja
XIX Lubelski Festiwal Nauki odbył się w dniach 18–24.09.2023 r. pod hasłem „Nauka dla przyszłości”. Oprócz Katolicki Uniwersytet Lubelski Jana Pawła II, który przewodniczył tegorocznej edycji przedsięwzięcia, w organizację zaangażowały się pozostałe lubelskie uczelnie publiczne: Uniwersytet Marii Curie-Skłodowskiej, Uniwersytet Przyrodniczy, Uniwersytet Medyczny, Politechnika Lubelska, Urząd Miasta Lublin, a także ponad 30 różnych instytucji z Lublina i całej Lubelszczyzny.
XIX Lubelski Festiwal Nauki współorganizowały m.in.: Archiwum Państwowe w Lublinie, Filharmonia im. Henryka Wieniawskiego w Lublinie, Instytut Agrofizyki im. Bohdana Dobrzańskiego PAN, Instytut Europy Środkowo-Wschodniej, Instytut Medycyny Wsi im. Witolda Chodźki w Lublinie, Instytut Pamięci Narodowej, Instytut Uprawy Nawożenia i Gleboznawstwa – Państwowy Instytut Badawczy w Puławach, Lotnicza Akademia Wojskowa, Lubelski Park Naukowo-Technologiczny S.A., Lotnicza Akademia Wojskowa w Dęblinie, Muzeum Lubelskie, Państwowe Muzeum na Majdanku, Puławski Park Naukowo-Technologiczny w Puławach, Wojewódzka Biblioteka Publiczna im. Hieronima Łopacińskiego w Lublinie, Wyższa Szkoła Przedsiębiorczości i Administracji w Lublinie czy Wojewódzki Inspektorat Ochrony Środowiska w Lublinie.
Podczas XIX LFN zgłoszono największą z dotychczasowych edycji, rekordową liczbę 1 758 projektów popularnonaukowych ze wszystkich dziedzin nauki i sztuki, w których przygotowanie zaangażowało się aż 1 870 osób! Najważniejszym punktem programu był Lubelski Piknik Naukowy, który odbył się w przeddzień zakończenia Festiwalu, tj. 23 września 2023 roku w hali Targów Lublin S.A., a w którym uczestniczyło około 10 000 osób. Program 19. LFN obfitował również w wydarzenia artystyczne, takie jak spektakl „Sztukmistrz”, wyreżyserowany przez ks. dr. Mariusza Lacha SDB z Teatru ITP na podstawie powieści Isaaca Singera „Sztukmistrz z Lublina”, popularnonaukowe – w tym spotkanie ze Sławoszem Uznańskim oraz atrakcyjne konkursy dla młodzieży.

## Dwudziesta edycja
XX – Jubileuszowa edycja Lubelskiego Festiwalu Nauki odbyła się w terminie 14-20 września 2024 roku pod hasłem „Człowiek sercem nauki”, a funkcję głównego organizatora przedsięwzięcia pełnił Uniwersytet Medyczny w Lublinie.  W ramach XX LFN został pobity ubiegłoroczny rekord projektów popularnonaukowych, bowiem Uniwersytet Marii Curie-Skłodowskiej, Uniwersytet Przyrodniczy, Katolicki Uniwersytet Lubelski Jana Pawła II, Uniwersytet Medyczny, Politechnika Lubelska, Urząd Miasta Lublin, a także 20 różnych instytucji z Lublina i całej Lubelszczyzny, w tym: Akademia Nauk Społecznych i Medycznych w Lublinie, Akademia Zamojska, Archiwum Państwowe w Lublinie, ESERO Polska, Instytut Agrofizyki im. Bohdana Dobrzańskiego PAN, Instytut Medycyny Wsi im. Witolda Chodźki w Lublinie, Instytut Uprawy Nawożenia i Gleboznawstwa – Państwowy Instytut Badawczy w Puławach, Komenda Miejska Policji w Lublinie, Lotnicza Akademia Wojskowa w Dęblinie, Lubelska Akademia WSEI, Lubelska Szkoła Sztuki i Projektowania – PSP im. Stanisława Wyspiańskiego, Lubelski Park Naukowo-Technologiczny S.A., Medyczne Studium Zawodowe im. prof. Stanisława Liebharta w Lublinie, Państwowe Muzeum na Majdanku, Puławski Park Naukowo-Technologiczny w Puławach, Sieć Badawcza Łukasiewicz – Instytut Nowych Syntez Chemicznych, Uniwersytet Dziecięcy Unikids w Lublinie, Wojewódzka Biblioteka Publiczna im. Hieronima Łopacińskiego w Lublinie, Wyższa Szkoła Przedsiębiorczości i Administracji w Lublinie oraz Zespół Szkół Chemicznych i Przemysłu Spożywczego im. gen. Franciszka Kleeberga w Lublinie, przygotowały łącznie 1940 projektów popularnonaukowych ze wszystkich dziedzin nauki i sztuki, w tym 42 projekty w języku obcym i 137 projektów online.  
Łączny czas trwania wszystkich edycji projektów podczas XX LFN wyniósł 3.780 godzin, a projekty odbyły się w województwach lubelskim i podkarpackim: w 175 lokalizacjach w Lublinie, Chełmie, Stalowej Woli, Puławach, Zamościu czy Biskupicach (gm. Trawniki). Liczba zarezerwowanych miejsc wyniosła 37.526, w tym potwierdzono 36.880 rezerwacji (98,3%). Do powyższych statystyk należy doliczyć osoby biorące udział w wydarzeniach specjalnych w ramach XX LFN, 175 projektach na które nie była wymagana rezerwacja czy w Lubelskim Pikniku Naukowym, co daje łącznie niespełna 50 tys. uczestników!   

## Dwudziesta pierwsza edycja
XXI Lubelski Festiwal Nauki odbędzie się w dniach 13-19 września 2025 roku pod hasłem „Inżynieria życia”, a Lubelski Piknik Naukowy – 14 września 2025 roku na terenie Targów Lublin S.A. Funkcję głównego organizatora przedsięwzięcia objęła Politechnika Lubelska, która uruchomiła nową stronę internetową festiwalu, wraz z dedykowaną domeną: https://www.lubelskifestiwalnauki.eu/
W dniu 24 czerwca 2025 roku w studiu Pollub.tv miała miejsce konferencja prasowa zapowiadająca XXI LFN w której udział wzięły koordynatorki lubelskich uczelni publicznych, Miasta Lublin oraz przedstawiciele Politechniki Lubelskiej. Zgodnie z ideą uczelni wiodącej, hasło „Inżynieria życia” podkreśla praktyczne zastosowanie nauki i technologii w codziennym życiu, w tym rozwiązania służące zdrowiu, edukacji, komunikacji oraz ochronie środowiska i przyszłych pokoleń. Z kolei nowa domena akcentuje międzynarodowy charakter LFN i Lublina, jako miasta otwartego i przyjaznego nauce, które konsekwentnie rozwija swój potencjał naukowo-badawczy, stając się istotnym ośrodkiem akademickim na naukowej mapie Polski i Europy. 
Zapisy na projekty zgłoszone w ramach XXI Lubelskiego Festiwalu Nauki ruszyły 25 czerwca 2025 roku o godz. 10.00.    